# Agatsuma (huyện)
Agatsuma (吾妻郡 Agatsuma-gun) là một huyện thuộc tỉnh Gunma, Nhật Bản. Tính đến ngày 1 tháng 10 năm 2020, dân số ước tính của huyện là 51.619 người và mật độ dân số là 40,37/km². Tổng diện tích của huyện là 1.279 km².

## Hành chính

### Làng và thị trấn
| Huyện Agatsuma |
|                |

1. Agatsuma (hiện nay là một phần của Higashiagatsuma)
2. Azuma (hiện nay là một phần của Higashiagatsuma)
3. Kusatsu
4. Kuni (hiện nay là một phần của Nakanojō)
5. Takayama
6. Tsumagoi
7. Nakanojō
8. Naganohara